# Chiesa cattolica a Saint Lucia
La Chiesa cattolica a Saint Lucia è parte della Chiesa cattolica in comunione con il vescovo di Roma, il papa.

## Demografia
Lo stato di Saint Lucia ha una superficie di 620 km² e una popolazione censita di 173.765 abitanti (2009). In base al censimento del 2001 il cattolicesimo costituiva la prima confessione religiosa del Paese con il 67,5% della popolazione totale. Nel 1960 i cattolici costituivano il 92,4% della popolazione totale dell'isola.

## Storia
Si conosce l'esistenza di una parrocchia sull'isola di Santa Lucia almeno dal 1749, guidata spiritualmente dal francescano padre Coste. I cattolici per lungo tempo sono stati soggetti ai vicari e poi ai vescovi di Trinidad e Tobago, finché papa Pio XII non eresse, il 20 febbraio 1956, la diocesi di Castries, che divenne sede metropolitana con papa Paolo VI nel 1974.

## Organizzazione ecclesiastica
Oggi, dall'arcidiocesi di Castries, che è l'unica circoscrizione ecclesiastica del Paese, dipendono le diocesi di Kingstown, Roseau, Saint George's e Saint John's-Basseterre.
L'episcopato locale è membro di diritto della Conferenza episcopale delle Antille.

## Nunziatura apostolica
La nunziatura apostolica di Saint Lucia è stata istituita il 1º settembre 1984 con il breve Qui divino consilio di papa Giovanni Paolo II, separandola dalla delegazione apostolica nelle Antille. Il nunzio risiede a Port of Spain, in Trinidad e Tobago.

### Nunzi apostolici
- Manuel Monteiro de Castro (16 febbraio 1985 - 21 agosto 1990 nominato nunzio apostolico in Honduras e El Salvador)
- Eugenio Sbarbaro (7 febbraio 1991 - 26 aprile 2000 nominato nunzio apostolico in Serbia e Montenegro)
- Emil Paul Tscherrig (8 luglio 2000 - 22 maggio 2004 nominato nunzio apostolico in Corea)
- Thomas Edward Gullickson (2 ottobre 2004 - 21 maggio 2011 nominato nunzio apostolico in Ucraina)
- Nicola Girasoli (29 ottobre 2011 - 16 giugno 2017 nominato nunzio apostolico in Perù)
- Fortunatus Nwachukwu (27 febbraio 2018 - 17 dicembre 2021 nominato osservatore permanente della Santa Sede presso l'Ufficio delle Nazioni Unite ed Istituzioni specializzate a Ginevra e l'Organizzazione mondiale del commercio e rappresentante della Santa Sede presso l'Organizzazione internazionale per le migrazioni)
- Santiago De Wit Guzmán, dal 12 novembre 2022